# Bogdašić (Tomislavgrad)
Bogdašić es un pueblo de la municipalidad de Tomislavgrad, en Bosnia y Herzegovina.

## Superficie
Posee una superficie de 20,59 kilómetros cuadrados.

## Demografía
Hasta 2013 la población era de 346 habitantes de los cuales 173 correspondían a hombres y el restante a mujeres.